# جانا بورسيسكا
جانا بورسيسكا (بالمقدونية: Јана Бурческа)‏ (بالمقدونية: Јана Бурческа) هيَ مغنية مقدونية، وُلدت في 6 يوليو 1993، ومَثلت مقدونيا في مسابقة الأغنية الأوروبية 2017 في أوكرانيا، وبدأت جانا بالظهور بعد فوزها بالمرتبة الخامسة في مقدونين آيدول.

## روابط خارجية
- جانا بورسيسكا على موقع IMDb (الإنجليزية)
- جانا بورسيسكا على موقع ميوزك برينز (الإنجليزية)
- جانا بورسيسكا على موقع أول ميوزيك (الإنجليزية)
- جانا بورسيسكا على موقع ديسكوغز (الإنجليزية)
- جانا بورسيسكا على موقع قاعدة بيانات الفيلم (الإنجليزية)